# А7В
А7В је био немачки тенк уведен у наоружање 1918. године, непосредно пред крај Првог светског рата. Почетком 1918. поручено је 100 возила али је произведено само 20. Коришћени су за дејства у периоду од марта до октобра 1918. А7В је био једини немачки тенк који је коришћен у борбама током Првог светског рата.

## Развој
Након појаве првог британског тенка Марк I на западном фронту, у септембру 1916 у оквиру немачког министарства за рат формиран је 7. одсек задужен за транспорт (Allgemeines Kriegsdepartement, 7. Abteilung, Verkehrswesen),.
Пројекатовање и израда првог немачког тенка поверена је резервном капетану и инжењеру Јозефу Фолмеру (Joseph Vollmer). Возило је требало да има масу око 30 тона, да буде способно да савладава ровове ширине до 1,5 m, да буде наоружано топовима и митраљезима са предњим и задњим пољем дејства и да постиже максималну брзину од 12 km/h. Ходни део био је базиран на шасији трактора марке Холт и био је прекопиран са примерака позајмљених од аустроугарске војске. Након што су првобитни планови представљени армији у децембру 1917, конструкција шасије је прилагођена за универзалну намену па је могла бити коришћена приликом израде не само тенкова већ и неоклопљених транспортних возила које су Немци назвали Überlandwagen.
Фабрика мотора Дајмлер у Берлин-Маријенфелду израдила је први прототип који је тестиран 30. априла 1917. Дрвена макета коначне верзије завршена је у мају 1917 и демонстрирана је у Мајнцу са баластом од 10 тона који је симулирао тежину оклопа. Током завршних тестирања уклоњен је топ окренут позади, а број митраљеза је повећан на шест. Први вансеријски примерак тенка А7В произведен је у септембру 1917, а први серијски примерак у октобру 1917. године. Тенкови су додељени Јуришним тенковским јединицама 1 и 2 формираним 20. септембра 1917. Свака јединица је била састављена од 5 официра и 109 подофицира и војника.

### Ознака
Тенк је добио ознаку која је скраћеница за 7. одсек Министарства за рат који је био задужен за транспорт (Allgemeines Kriegsdepartement, 7. Abteilung, Verkehrswesen). На немачком језику тенк је назван Sturmpanzerwagen (јуришно оклопно возило).

## Карактеристике
А7В је био 7,34 m дугачак, 3 m широк и висок 3,3 m. Оклоп су чиниле челичне плоче дебљине 20 mm на боковима, 30 mm са предње стране и 10 mm са задње стране и на крову; за оклоп није коришћен каљени челик због чега је оклопна заштита била знатно слабија. Оклоп је био довољно јак да штити посаду од пушчане и митраљеске ватре, али не и од дејства оруђа већег калибра. Оклопна заштита била је еквивалентна заштити слабије оклопљених возила и тенкова из истог периода чији оклоп је био од каљеног челика.
Посаду је најчешће чинило до 17 војника и један официр: командир, обично поручник по чину, возач, механичар, механичар/везиста, дванест пешадинаца (шест митраљезаца и шест послужилаца) и две тобџије (нишанџија и пунилац).

## Наоружање
А7В је био наоружан са шест митраљеза МГ08 калибра 7,92 mm и топом Максим-Норденфелт калибра 5,7 cm монтираном у предњем делу тенка. Неки од ових топова су били британске производње и били су заробљени у Белгији раније током рата; други су били заробљени у Русији 1918, а међу њима су се налазиле и неки примерци руске производње.

### Муниција
Борбени комплет чинило је између 40 и 60 реденика са муницијом од којих је сваки имао по 250 метака, док је борбени комплет за топ износио 180 граната, противтенковских и екплозивних, распоређених у три канистера у односу 90:54:36. Ово су званичне цифре, међутим током борбених дејстава борбени комплет за топ достизао је и до 300 граната.
Женска варијанта тенка имала је уместо топа два додатна митраљеза. Претпоставља се да је само тенк са шасијом бр. 501 коришћен у борби као женска варијанта пре него што је у њега уграђен топ калибра 5,7 cm.

## Погон
Погонску групу чинила су два централно постављена четворо-цилиндрична бензинска мотора типа Дајмлер, снаге 100 КС сваки; А7В је носио 500 литара горива. Максимална брзина је била око 15 km/h на путу и 5 km/h по терену. Сва 24 точка су имала засебне опруге што је била предност у односу на британске тенкове који нису имали опруге.
У поређењу са другим тенковима из Првог светског рата, брзина на путу је била релативно висока, али је тенк имао веома лоше карактеристике на терену и често се заглављивао. Предњи део је знатно штрчао испред гусеница због чега је тенк био склон заглављивању. Овај проблем је био додатно повећан чињеницом да возач није видео део терена непосредно испред тенка због слепе тачке која је покривала раздаљину од 10 m испред тенка. Ипак, на отвореном терену могао се користити са одређеним успехом и имао је већу ватрену моћ од постојећих оклопних возила. Однос снаге и тежине био је 6,8 КС/тона, савлађивао је ровове ширине до 2 метра, а клиренс му је био 15,75 mm.

## Борбена употреба

### Канал Св. Квентина
А7В је први пут употребљен у борби 21. марта 1918. Пет тенкова из 1. чете (Abteilung I) под командом капетана Грајфа (Hauptmann Greiff) ангажовано је северно од канала Св. Квентина. Три тенка због механичких проблема нису учествовала у борби, али је преостали пар тенкова успешно зауставио мањи британски пробој и до краја дана није учествовао у већим сукобима.

### Вијер-Бретон
Први сукоб у историји између тенкова догодио се 24. априла 1918. када су се три А7В (укључујући и возило са бројем шасије 561, познатије по имену „Nixe“), током пружања подршке нападу пешадије, сусрели са три британкса тенка Марк IV (два тенка женске верзије наоружана само са митраљезима и један тенк мушке верзије наоружан са два топа од 6 фунти) у близини Вијер-Бретона. Током битке тенкови обе стране су оштећени. Према сведочењу командира водећег британског тенка, поручника Френка Мичела (Frank Mitchell), женски тенкови Марк IV повукли су се из борбе нако што су претрпели оштећена од немачких противоклопних граната. Њихово наоружање сачињено само од митраљеза није могло да нанесе штету немачким тенковима. Мичел је затим напао водећи немачки тенк којим је командовао поручник Вилхелм Блиц (Wilhelm Biltz), и уништио га ватром из својих топова од 6 фунти. Немачки тенк погођен је три пута, а пет чланова посаде убијено је при покушају да напусти возило. Британски тенк је затим дејствовао картечом по немачкој пешадији. Преостала два немачка тенка А7В повукла су се из борбе. По Мичеловом повлачењу из борбе, немачку пешадију напало је седам британских средњих тенкова Марк А Випет. Четири су уништена током борбе али није познато да ли је неки од њих уништен од стране немачких тенкова приликом повлачења. Мичелов тенк је погођен минобацачком гранатом и остао је без гусенице, због чега га је посада напустила. Оштећени А7В су Немци касније извукли са бојишта.
Три чете (Abteilungen) свака са по пет тенкова А7В, употребљене су код Вијер-Бретона да би подржале дејство четири немачке дивизије, на фронту ширине 4 mi (6,4 km). Један тенк није могао да стартује због квара на мотору, али је преосталих 14 тенкова постигло одређен успех и британски извори су забележили да су њихове линије пробијене дејством непријатељских тенкова. Међутим немачки тенкови су се заглавили у кратерима од екслозија, а неки су имали проблеме са погоном и наоружањем. Британци су извршили контранапад и заробили три немачка тенка. Један је био превише оштећен и одмах је расходован, један је касније коришћен од стране Француза, за тестирање граната, а трећи је коришћен од стране аустралијских трупа.

### Остала дејства
У мају, тенкови А7В који су уечстовали у нападу на француске снаге близу Соасона (Soissons), током треће битке на Ени, нису били у могућности да савладају широки ров који су војници назвали „Дарданели“.
Код Ремса 15. јула, током друге битке на Марни, Немци су употребили осам тенкова А7В и двадесет зароблљених тенкова Мк IV против француских линија. Иако је 10 тенкова Мк IV изгубљено у акцији, ни један А7В није уништен.
Последња употреба тенкова А7В у Првом светском рату одиграла се 11. октобра 1918. током мале, али успешне акције близу Ивија (Iwuy).
А7В није сматран упешним дизајном због чега је Немачка планирала производњу других модела тенкова. Ипак, крај рата онемогућио је развој нових типова тенкова као што су Sturmpanzerwagen Oberschlesien, K-Wagen од 120 тона и лаки тенкови LK I и LK II.
Због малог броја од само 20 произведених тенкова А7В, њихов утицај на ток рата је био безначајан. Највећи део тенкова које су Немци користили током Првог светског рата (њих око 50) били су заробљени британски тенкови Марк IV (Beutepanzer). Насупрот њима, Французи су произвели преко 3.600 лаких тенкова Рено ФТ, који је био најбројнији тенк у Првом светском рату, док су британци произвели преко 2.500 тешких тенкова типа Марк I до V.

## После рата
Фрајкори су током смиривања грађанских нереда у Берлину 1919. користили два лака оклопна возила која су личила на А7В, од који је једно било названо Хеди (Hedi). Ова возила су конструисана након рата на шасији транспортног возила Überlandwagen и била су наоружана са четири митраљеза МГ08.
Неки извори наводе да су Французи предали Пољацима неколико тенкова А7В и да су ти тенкови учествовали у Пољско-совјетском рату 1920. године. Ипак, судбина свих тенкова А7В који су учествовали у Првом светском рату је позната и нема званичних докумената ни фотографија које поврђују да је пољска војска икада користила А7В.
А7В појављује се на тенковској значци из 1921. године, која се додељивала за службу у немачким оклопним снагама током 1918. године.

## Преглед шасија А7В
| Број шасије | Име тенка | Примедба                                                                                       | Судбина |
| ----------- | --------- | ---------------------------------------------------------------------------------------------- | --- |
| 501         |           | Наоружан само са једним митраљезом до пред крај 1918. када је у њега уграђен топ калибра 57 mm | Расходован од стране Савезника 1919 |
| 503*        | ,         | Могуће назван                                                                                  | Расходован од стране Немаца у октобру 1918. |
| 504         |           |                                                                                                | Изгубљен код Фремикура (Fremicourt) 31. августа 1918. Заробљен од стране Новозеландске дивизије. Приказан у Лондону током параде коњичке гарде 1919, а затим је предат Империјалном војном музеју али је расходован 1922, сачуван је само топ. |
| 505         | ,         |                                                                                                | Расходован од стране Савезника 1919. |
| 506         |           |                                                                                                | Изгубљен код Вијер-Бретона 24. априла 1918; заробљен од стране аустралијских трупа у јулу; данас изложен у Квинсленд музеју у Бризбејну, Аустралија.                                                                                 |
| 507         | ,         |                                                                                                | Кратко коришћен од стране Фрајкора код Ланквица (Lankwitz) после примирја. Расходован 1919. |
| 525         |           |                                                                                                | Расходован од стране Савезника 1919. |
| 526         |           |                                                                                                | Расходован од стране Немаца 1. јуна 1918. |
| 527         |           |                                                                                                | Изгубљен код тврђаве Помпеј (Fort de la Pompelle), Ремс 1. јуна 1918. |
| 528         |           |                                                                                                | Изгубљен код Фремикура (Fremicourt), 31. августа 1918; заробљен од стране британских трупа и приказан на паради коњичке гарде; расходован 1919.                                                                                                |
| 529         |           | Заменио је 561                                                                                 | Изгубљен код Ремса, 31. маја 1918; заробљен од стране Американаца коју су га изложили у музеју Опитног центра у Абердину; расходован 1942.                                                                                           |
| 540         |           |                                                                                                | Расходован од стране Савезника 1919. |
| 541         |           |                                                                                                | Расходован од стране Савезника 1919. |
| 542         |           |                                                                                                | Изгубљен код Вијер-Бретона 24. априла 1918; изложен на Тргу Конкорд (Place de la Concorde) у Паризу, пред крај 1918. |
| 543         | ,         | Тенк је два пута реименован, први пут у априлу/мају 1918. и други пут крајем маја 1918.        | Расходован од стране Савезника 1919. |
| 560         |           |                                                                                                | Изгубљен код Ивија (Iwuy), 11. октобра 1918. |
| 561         |           |                                                                                                | Онеспособљен и уништен на бојишту од стране Немаца, 24. априла 1918. |
| 562         |           |                                                                                                | Расходован од стране Немаца, после 31. августа 1918. |
| 563         |           |                                                                                                | Расходован од стране Савезника 1919; направљена је реплика „Вотана“ крајем 1980-их али углавном заснована на „Мефисту“; реплика се тренутно налази у Немачком тенковском музеју у Мунстеру, у Доњој Саксонији, у Немачкој.           |
| 564         | ,         |                                                                                                | Расходован од стране Савезника 1919. |

- 502 је претворен у Geländewagen и није био оклопљен.

## Варијанте
А7В-У (umlaufende Ketten = гусенице које иду око целог тенка). Радило се о покушају да се постигне покретљивост на терену коју су имали британски тенкови. А7В-У је и даље био базиран на шасији трактора Холт али је имао ромбоидно тело и гусенице које су дуж бокова обухватале цело тело тенка. Кабина је била слична старијем моделу, али је била већа него код А7В и била је постављена на врх предњег дела тела тенка. Два топа калибра 57 mm била су постављена у казаматима на оба бока, као код британских тенкова. Прототип је направљен у јуну 1918. и прва испитивања су показала да му предњи део претеже и да има висок центар равнотеже због чега је ово 40 тонско возило имало приличне проблеме при кретању по терену. Под претпоставком да ови проблеми могу бити отклоњени, у септембру 1918. је наручена производња 20 возила овог типа, али је истог месеца заустављен сваки даљи рад на његовом развоју. Планови за два унапређена модела су већ били припремљени, али се рат завршио пре него што је могло да се почне са серијском производњом.
Круп је произвео и транспортну верзију возила базирану на шасији тенка А7В. Транспортно возило познатије под називом Überlandwagen није било оклопљено ни наоружано. Управљачка кабина са надстрешницом била је смештена на централном делу возила. Предњи и задњи део возила чиниле су ограђене равне површине намењене за транспорт трупа и материјала. Тридесет шасија је било одређено за израду транспортних возила али нису сва комплетирана пре завршетка рата.
Током 1917. године развијена је и противавионска верзија транспортног возила Überlandwagen. Укупно је произведено три прототипа. Први прототип био је наоружан са два топка руске производње, модел 1902, калибра 76,2 mm, произведена у Путиловском заводу. Преостала два прототипа била су наоружана са по два немачка против-балонска топа Ballonabwehrkanone калибра 77 mm. У обе варијанте, топови су били постављени на предњој и задњој страни возила, на површинама намењеним за превоз материјала.

## Сачувани примерци и реплике
Једини сачувани примерак тенка А7В „Мефисто“ тренутно се налази у Квинсленд музеју у Бризбејну, у Аустралији. Један топ из тенка А7В (највероватније из тенка са бројем шасије 504 Schnuck) се налази у Империјалном војном музеју у Манчестеру.
Направљене су две реплике у пуној размери. Једна реплика тенка А7В, са именом „Вотан“ се налази у Немачком тенковском музеју у Минстеру, у Доњој Саксонији, у Немачкој. Другу реплику са сопственим погоном направио је 2009. године Боб Грунди из Вигана, Велика Британија, из комапније која се специјализовала за рестаурацију старих војних возила. Реплика је направљена од шперплоче и гвоздених плоча, а за погон, трансмисију и ходни део искоришћени су делови трактора Фордсон - возило је офарбано да представља тенк А7В Schnuck, са бројем шасије 504. Реплику је у новембру 2012. године откупио Тенковски музеј у Бовингтону.